# IC 3847
IC 3847 је спирална галаксија у сазвјежђу Береникина коса која се налази на листи објеката дубоког неба у Индекс каталогу.
Деклинација објекта је + 22° 3' 55" а ректасцензија 12h 52m 33,7s. Привидна величина (магнитуда) објекта IC 3847 износи 17,1 а фотографска магнитуда 17,9. IC 3847 је још познат и под ознакама NPM1G +22.0391, KUG 1250+223, PGC 86330.